# 函館相生教会
函館相生教会(はこだてあいおいきょうかい)は函館市にある日本キリスト教会の教会である。
1882年に桜井昭悳・ちか夫妻が函館で伝道を始め、1883年日本人のみにより独立教会として函館教会が設立された。初代牧師は、桜井昭悳が就任した。後に、日本基督一致教会に所属する。1941年日本基督教団が設立れる時に、函館相生教会と称する。
1951年日本基督教団を離脱して、小野村林蔵と共に日本キリスト教会を再建する。1907年、1921年、1934年に三度火災に会う。

## 歴代牧師
- 手塚儀一郎
- 熊野義孝
- 森好春
- 粂広国

## 交通アクセス
- 函館市企業局交通部（函館市電）湯の川線 五稜郭公園前停留場下車　徒歩約4分